# Amplificazione isotermica mediata dal loop di trascrizione inversa

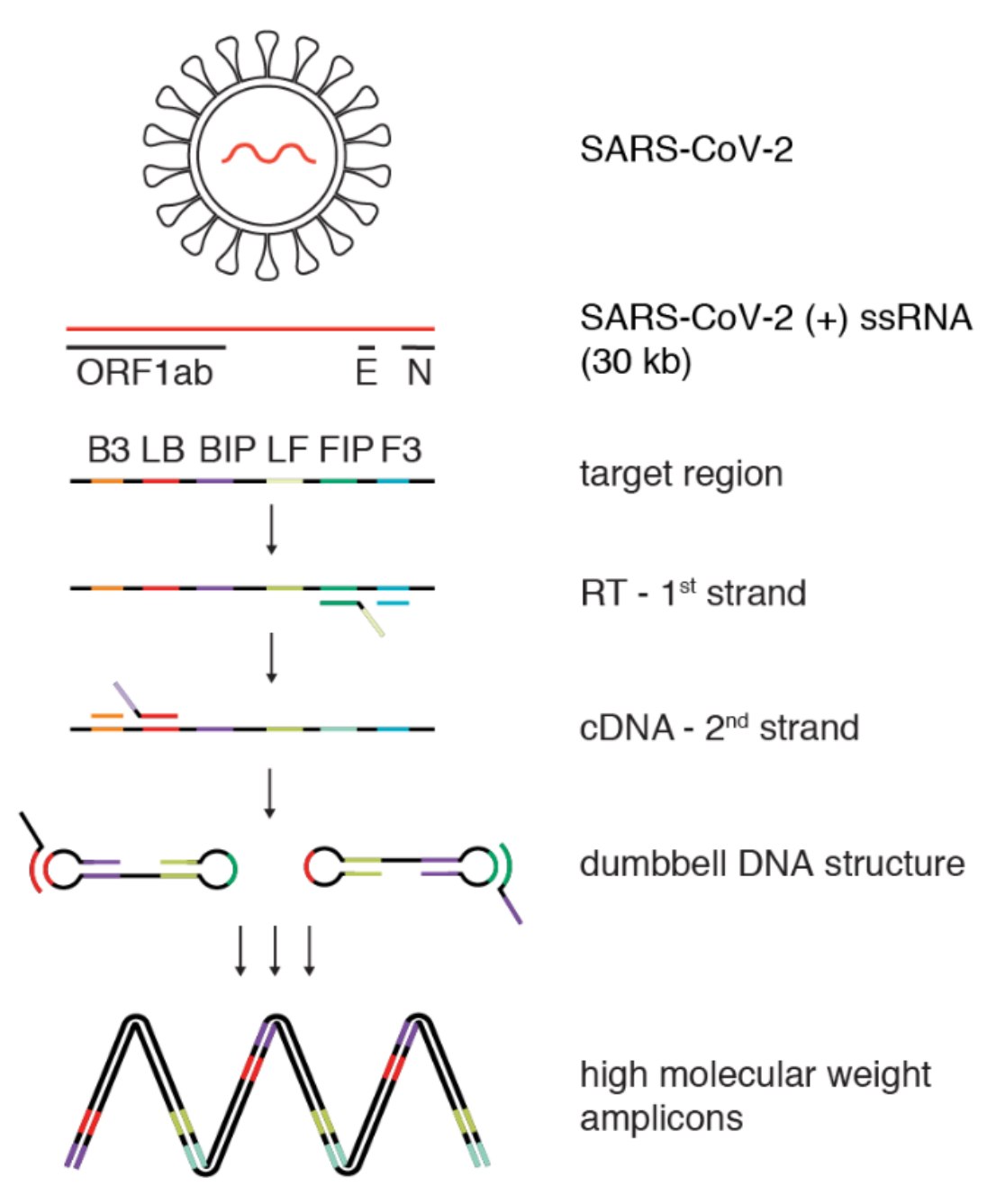
Schema esemplificativo RT-LAMP, per il rilevamento di SARS-CoV-2.

L'amplificazione isotermica mediata da loop di trascrizione inversa (RT-LAMP) è un metodo di amplificazione degli acidi nucleici in una sola fase per moltiplicare sequenze specifiche di RNA. È usato per diagnosticare malattie infettive causate da virus a RNA.
Questa tecnica combina il rilevamento del DNA LAMP con la trascrizione inversa, producendo cDNA dall'RNA prima di eseguire la reazione.
RT-LAMP non richiede cicli termici (a differenza della PCR) e viene eseguita a una temperatura costante tra 60 e 65 °C.
RT-LAMP è utilizzato nel rilevamento di virus a RNA ( Gruppo II, IV e V nel sistema di classificazione dei virus di Baltimora), come il virus SARS-CoV-2 e il virus Ebola.